# Sclerophrys brauni
Espèce
Synonymes
- Bufo brauni Nieden, 1911 "1910"
- Amietophrynus brauni (Nieden, 1911 "1910")

Statut de conservation UICN

 LC  : Préoccupation mineure
Sclerophrys brauni est une espèce d'amphibiens de la famille des Bufonidae.

## Répartition
Cette espèce est endémique de l'Est de la Tanzanie. Elle se rencontre entre 750 et 1 800 m d'altitude dans les monts Usambara occidentaux et orientaux, Uluguru, Nguru et Udzungwa.

## Étymologie
Cette espèce est nommée en l'honneur de Karl Braun (1870–1935).

## Publication originale
- Nieden, 1911 "1910" : Verzeichnis der bei Amani in Deutschostafrika vorkommenden Reptilien und Amphibien. Sitzungsberichte der Gesellschaft Naturforschender Freunde zu Berlin, vol. 1910, p. 441-452 (texte intégral).